# 치즈

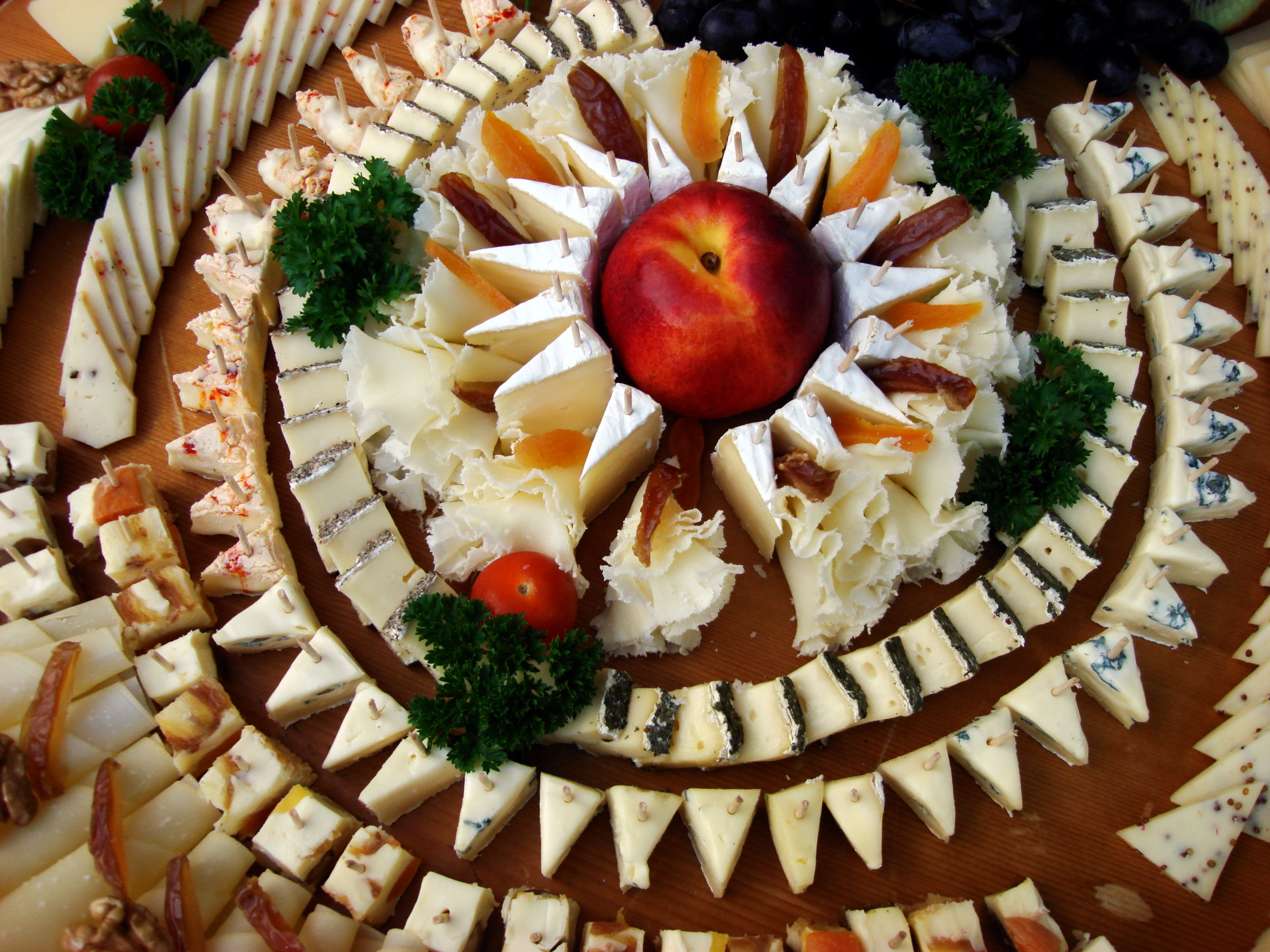
치즈와 고명을 얹은 접시

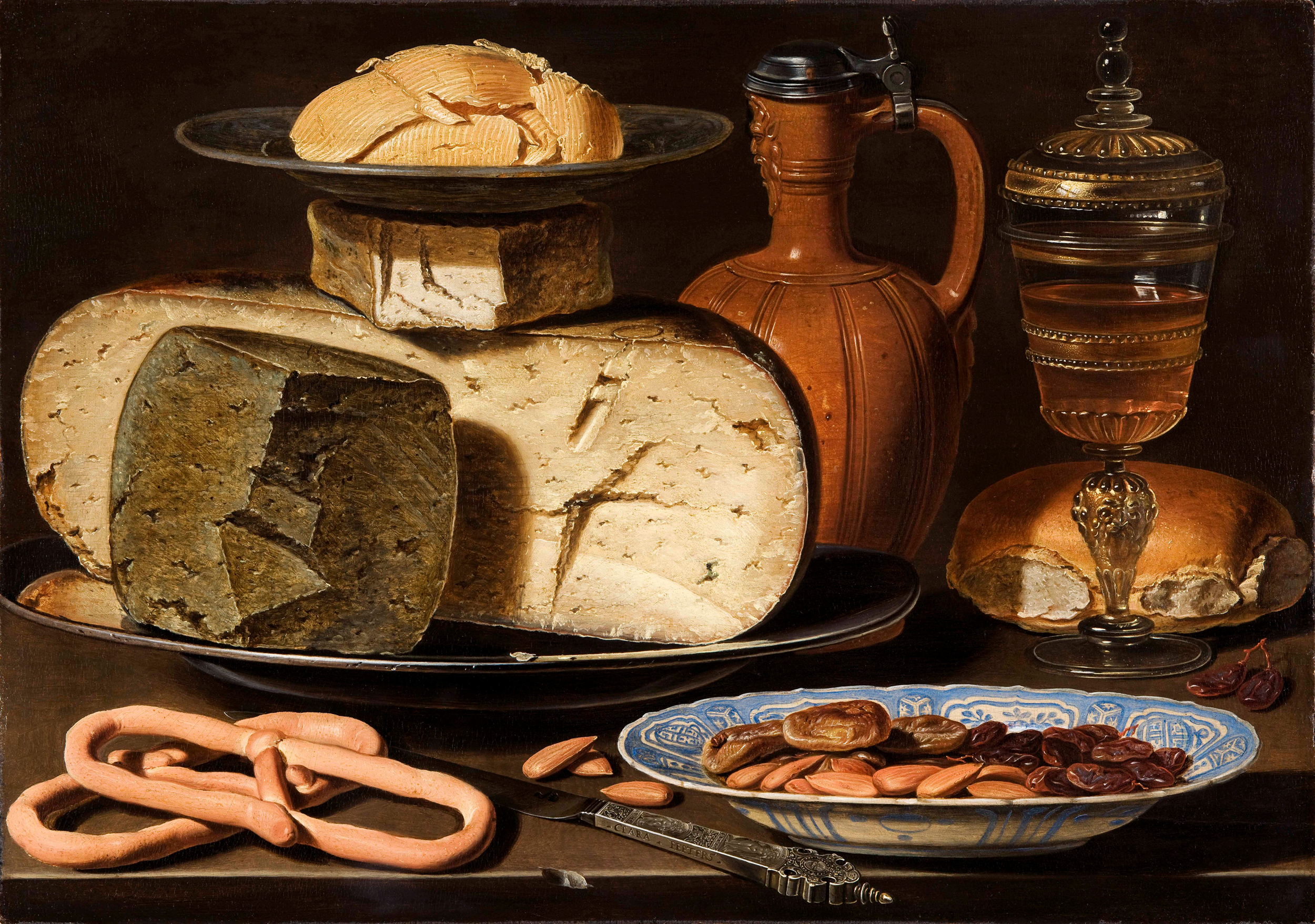
예술 속 치즈: '치즈, 아몬드, 프레첼로 정물화', 클라라 피터스, 1615년

치즈(영어: Cheese, 문화어: 찌스), 또는 건락(乾酪)은 우유, 염소젖, 양젖 또는 그 밖의 포유류의 젖으로 만든 고체 음식이다. 또한, 치즈는 원료의 종류와 제조 방법에 따라서 수백 가지가 알려져 있으며, 다양한 영양소들이 풍부하게 포함되어 있다. 그리고 치즈를 만드는 대표적인 국가들로는 터키, 이탈리아, 벨기에, 네덜란드, 스위스 등의 유럽 국가이다.
우유 중의 카세인을 응고, 발효시킨 식품. 단백질, 지방, 비타민이 많이 들어 있으며, 요리에 주로 쓰인다. 대부분 소젖으로 만들지만 지역에 따라 양·물소·염소·순록·야크의 젖으로 만들기도 한다. 크게 부드러운 연질치즈, 반쯤 부드러운 반연질치즈, 단단한 경질치즈, 매우 단단한 완전경질치즈, 부스러지는 치즈 등으로 나뉜다.

## 역사
치즈의 역사는 선사 시대부터 섭취한 것을 시작으로 보며, 인간이 집단 생활을 하며 소나 양 등을 가축화하는 단계에서 제조 기법을 터득했으리라 추정한다. 치즈의 기원은 추정할 뿐이다. 누가, 어디서, 어떻게 만들기 시작했는지 증명할 수 없다. 제작 초기에는 동물의 가죽이나 내장을 용기로 사용했었으므로, 동물 내장에 담긴 동물의 젖이 내장에 있던 레닛에 의해 응유나 유청이 된 것을 우연히 발견하여 치즈로 발전시킨 것으로 추정된다. 이러한 방법으로 치즈를 발견했다는 아랍 상인의 전설이 전해진다.
인류가 치즈를 만들었었던 흔적 가운데 가장 오래된 증거는 기원전 5500년경 제작한 여과기로 내부에서 유지방 분자를 발견했다. 오늘날의 폴란드 쿠야비 지방에서 발굴했다.
치즈에 대한 최초 기록은 기원전 3500년경에 메소포타미아 지방 점토판 문서이다. 같은 시대에 오리엔트 일대 유적에서 치즈 제조용 기구로 보이는 토기를 출토하였다. 이집트 벽화에 치즈나 버터를 제조하는 과정을 담은 그림 등이 현재까지 남았다.   
기원전 900년의 작품인 호메로스의 ‘오디세이아’에는 치즈의 제조와 관련한 묘사가 나온다. 당시의 양젖치즈 제조법을 묘사한 내용이다. 아리스토텔레스, 히포크라테스 등이 치즈를 만드는 젖과 치즈의 영양 등을 언급한 기록을 남겼다. 그리고 로마시대에는 농업학자 콜루멜라가 양의 네 번째 위에서 추출한 레닛으로 우유를 응고시켜 치즈를 만드는 방법을 자세히 기록해 놓았다.
고고학 유적에서 발견한 사금파리에 묻은 잔존물로 보아 7000년 전에는 서남아시아 전역, 특히 소를 치던 곳에서 낙산물을 이용하였다. 발견한 7000년전 그릇에 낙산물 흔적이 있으며, 이는 치즈보다 요구르트였을 가능성이 크다. 치즈는 유지방을 제거하는 공정 등이 필요하로 요구르트보다 후대에 발전하였다. 현재까지 발견한 최초의 치즈 제조 설비는 최초의 낙녹용 도자기가 등장하고 1000년 이후에 나타난다. 약 6000년 전 치즈 제조를 위한 새로운 그릇이 등장했다. 여기에는 작은 구멍이 많이 뚫렸고, 그릇 조각에 유지방 잔존물이 묻었다. 구멍 뚫린 그릇을 체로 사용해 젖당을 함유한 유청에서 지방이 풍부한 응유를 분리하는 방식으로 응유 치즈를 만들었을 것이다.
서남아시아에서 낙농을 발명한 사람들과 마찬가지로 유럽 최초의 신석기 농부들도 성인이 되면 젖당 내성이 사라졌을 것이다. 하지만 약 7500년 전 유럽 중부와 발칸반도 사이에서 성인도 락타아제를 생산하도록 하는 돌연변이가 생겨났다. 성인이 되어도 젖당 내성을 유지하게 해주는 이 돌연변이는 유럽 북부에 퍼져 유럽 출신 사람들의 진화적 유산이 되었다. 이것은 그들이 지금 사는 곳과는 무관하다. 이를테면 유타주에서는 성인 인구의 90퍼센트 이상이 젖당 내성을 가지고 있다.

### 한국의 치즈 역사
한국에서는 삼국시대에 우유 섭취에 관한 문헌을 찾을 수 없으나, 일본의 자료에는 백제 제국의 복상이 왕실에서 국왕에게 우유를 하사했다는 기록이 있어 삼국시대에 한국에서도 우유를 섭취했다고 추정한다. 고려사에 고려 명종 때 연의대부 이순우의 상소문에 우유에 열을 가해 농축시킨 식품 '수'가 등장한다.
고려 우왕 때는 우유를 공급하는 '유우소'가 설치되었고 조선시대에도 내의원에서 우유로 만든 '낙죽'에 관한 기록이 나온다. 70, 80세의 노인을 관리하던 기로소에서는 유락을 노인에게 나누어 주었다고 한다. 이후 농우로부터 채취한 우유를 이용한 음식을 조선의 권력층에서는 계속 섭취하였다.
1902년 일본이 처음으로 우유 영업을 허가받았고, 프랑스인 쇼트가 본국에서 여러 마리의 젖소를 수입하여 외국인을 상대로 우유를 판매하였다.
1906년에는 한국축산주식회사가 설립되어 홀스타인 10여 마리를 수입함으로써 본격적으로 유제품 산업이 시작되었다.
치즈의 본격적인 생산은 1959년 벨기에의 로마 가톨릭 선교사 지정환(본명 디디에 세르스테반스) 신부가 1966년 전북특별자치도 임실에서 치즈를 생산한 것으로 볼 수 있다. 1968년 프랑스에서 치즈 기술자가 방문하여 카망베르 치즈를 만들었으나 보급에 실패하였고, 1969년 지정환 신부가 직접 유럽에 3달을 머무르며 치즈 제조 기술을 배우고 와서 한국 최초로 치즈 생산에 성공했다. 1970년에는 체더 치즈를 만들었다. 이후 조선호텔과 계약이 성사되어 대량으로 납품하게 되어 치즈생산이 본 궤도에 오르게 되었다.
1972년 서울우유협동조합에서 체더 치즈를 생산하였고, 이후 피자가 한국에 소개되자 그 수요가 늘면서 피자용 치즈가 여러 업체에서 생산되었다.

### 프랑스의 치즈역사
로마 시대의 프랑스 부유층에서는 로끄포르와 꺙딸과 같은 치즈들을 매우 즐겼다고 한다. 로마 제국이 붕괴되면서 수천 년에 걸쳐 내려오던 고급스런 치즈의 레시피와 제조 기술들이 많이 사라지게 되었다. 그나마 속세로부터 외진 수도원 등에서 일부 치즈의 명맥을 유지하거나 제조기술을 보전하고 발전시켜 이를 농민들에게 전수하면서 오늘날까지 이어지게 된 것이라고 한다. 12세기에는 농가에서도 치즈들을 만들기 시작하여 각 지방과 지역별로 토종 치즈들이 탄생되기 시작하였다. 농가에서는 주로 여성들에 의해 치즈가 만들어지고 제조노하우나 기술들이 여성들을 중심으로 축적되면서 치즈제조는 여성전용의 기술이라는 전통도 생겨나게 되었다.
“치즈 종류가 246가지나 되는 나라는 통치하기 어렵다” 프랑스를 10년 간 통치한 샤를 드골이 한 말이다. 프랑스 유제품협회(CNIEL)의 자료에 따르면 2023년 기준으로 1200가지의 치즈가 생산되고 있는 것으로 알려지고 있다. 각 지방과 지역 그리고 각 지역의 농장에 따라 특산품처럼 생산되는 치즈들이 워낙 다양하고 소젖과 양젖, 염소젖 등으로 만들어지는 전통적인 치즈들이 제조 과정과 숙성 방식 및 기간 등에 따라 분류 기준과 이름이 달라지기도 하기 때문이다.
세계에서 치즈 소비량이 가장 많은 나라는 프랑스이다. 프랑스 사람들이 먹는 연간 치즈 량은 1인당 26㎏으로 알려지고 있다. 프랑인들의 치즈의 선호도 순위는 까망베르가 첫째이고, 그 다음은 염소젖 치즈인 쉐브르, 쥐라 지방에서 생산되는 꽁떼, 사부와 지방에서 생산되는 그뤼에르와 모 지역에서 생산되는 브리 순이다. 반면, 프랑스에서 소비량이 가장 많은 치즈는 에망딸, 까망베르, 그리고 라끌레뜨 순으로 나타났다
치즈 생산량으로 보면 프랑스보다 미국이 훨씬 더 많은데, 미국의 경우는 자국 내에서 주로 소비된다. 치즈 수출량으로 보면 프랑스보다는 독일이 앞서지만, 수출총액 면에서는 프랑스가 세계 최고라고 한다. 그것은 치즈의 맛과 품질에서는 프랑스 치즈와 겨룰 수 있는 나라가 없기 때문이라고 한다. 프랑스는 서부 유럽국가들 가운데 가장 넓은 면적을 소유한 나라이면서 국토의 50% 이상이 농업용지인데다가 그 가운데 20%이상이 비옥한 토질을 갖춘 목초지로 형성되어 있다. 거기에다 온화한 기후에서 6개월 이상 젖을 생산하는 가축들을 방목으로 사육하고 있기 때문이다.

### 영국의 치즈역사
영국을 대표하는 체다치즈 역시 전쟁과 인연이 닿아있다. 체다 치즈 자체가 2차 세계대전이 만들어낸 치즈 가공품인 것. 체다(cheddar)는 영국 남부 소머셋 지방의 마을 이름인데 마을 협곡에 수많은 동굴이 있어 치즈를 만드는데 필요한 최적의 온도와 습도를 갖추었다. 덕분에 12세기부터 이 곳에서 치즈를 생산하기 시작했는데 제2차 세계대전이 발발하면서 전쟁 물자를 제외하고는 모든 것에 통제를 받게 되면서 치즈 생산도 제한되었다. 자연산 치즈는 원유에 소량의 유기산을 첨가해 만드는데 원유 자체의 공급이 어려워지니 우유에서 버터나 치즈를 만들고 남은 액체에 방부제와 색소 등의 첨가제를 넣어 가공 치즈를 만들게 된 것이다. 가공 치즈는 동일한 양의 우유로 생산량을 대폭 늘릴 수 있는 것은 물론 장기보관과 장거리 운송도 가능해 획기적인 치즈로 각광받게 되었다. 하지만 가공 치즈라는 것을 분명히 하기 위해 공식적인 명칭을 체다 치즈로는 표기하지 못하게 하고 체다 슬라이스 치즈라고 표기하게 했다.

## 제조 과정
동물의 젖을 굳게 하여 응유를 만드는 과정이다. 대개의 경우, 유산균이 유당을 발효하면서 발생하는 유산에 의해 응유가 형성된다. 렌넷을 첨가하여 응결과정을 촉진하며, 어떠한 경우에는 식초 등의 산을 직접 가해 응유를 만들기도 한다.

## 종류

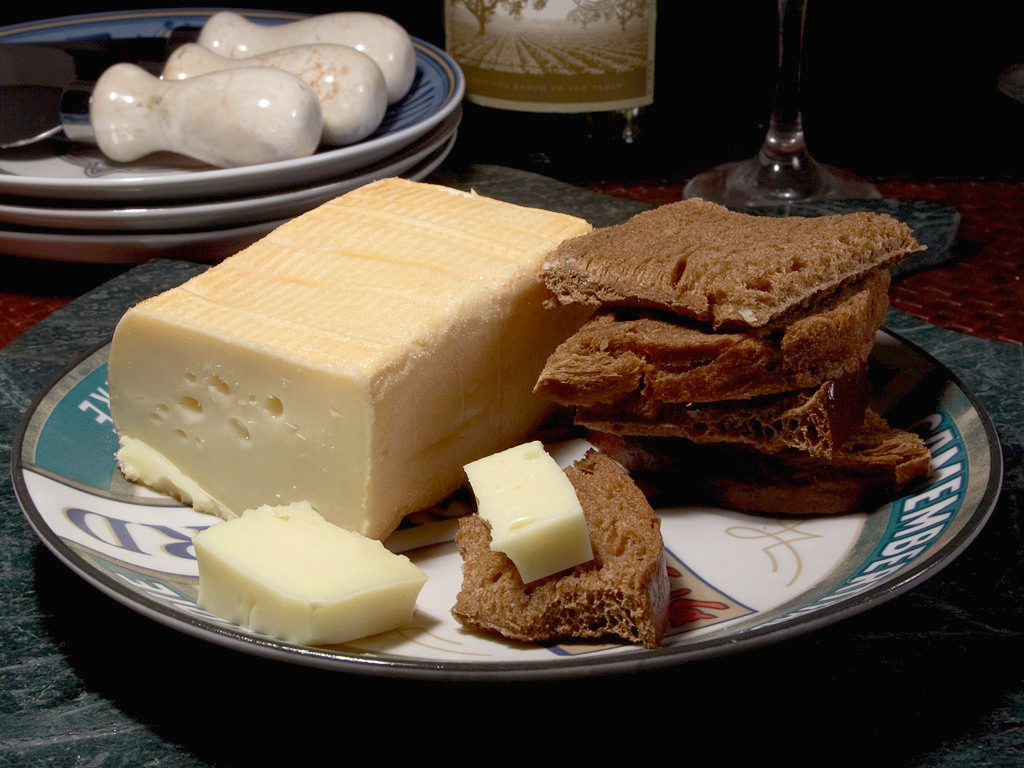
림부르거

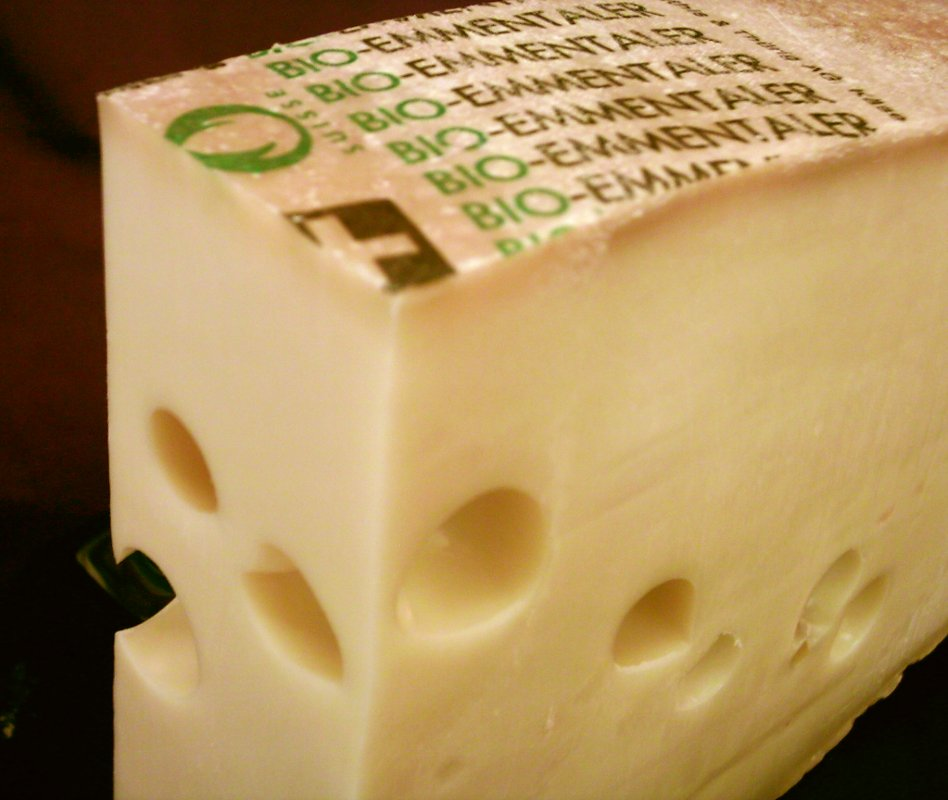
에멘탈 치즈

치즈는 원료, 저온살균 여부, 유지방의 함유, 사용된 발효균의 종류와 숙성 과정 등에 따라 서로 다른 형태, 조직 및 맛을 갖는 수천 가지 종류로 구분된다.
노란색에서 붉은색에 이르는 치즈의 다양한 색깔은 아나토(annatto) 색소 때문이다. 치즈는 그 자체로 뿐만 아니라 많은 경우 요리에 더해져 가열되어 녹은 형태로 섭취된다.
치즈는 허기를 달래기에 적합한 좋은 여행 음식이다. 휴대하기 간편하며 잘 상하지 않고 지방, 단백질, 칼슘, 인을 많이 함유하고 있다. 치즈는 우유로 만들지만 간단하게 고체화되어 더 긴 저장 수명을 가지고 있다. 낙농업 지역에서 가까운 치즈 생산자들은 더 신선하고 낮은 가격의 우유, 그리고 운반 비용에 있어서 이익이 있다. 치즈의 긴 저장 수명은 시장이 더 편리하고 알맞을 때 치즈를 팔 수 있도록 해준다.
치즈에는 여러 종류가 있다. 특히 프랑스는 400여가지가 넘는 다양한 종류가 생산된다. 미국이나 영국에서 생산되는 슬라이스 치즈가 있으며, 네덜란드의 하우다 치즈는 구멍이 없고 동그랗고 납작한 모양이고, 프랑스의 치즈는 작게 잘려 있다. 스위스의 에멘탈 치즈는 물레방아 바퀴 모양에 커다란 구멍이 나 있다. 그리스의 파르메산 치즈는 피자에 뿌려서 먹는 치즈 가루로 쓴다. 그 이유는 너무 단단하기 때문이다. 리코타 치즈는 모차렐라 치즈의 물을 뺄 때 물을 조금 남기고 빼면 만들 수 있다.

### 숙성기간에 따른 분류
치즈를 숙성기간에 따라 분류하면 생치즈와 숙성치즈로 분류할 수 있다. 생치즈는 응고 후 유청만 분리해 낸 치즈로 보존처리를 하지 않은 것이다. 코티지 치즈가 대표적이고 프랑스의 뇌샤텔과 염소젖으로 만든 셰브르가 있다. 이런 치즈는 연하고, 빵에 발라 먹을 수 있으며 맛이 순하다. 유청으로 만드는 치즈인 유청치즈도 생치즈에 속하는데 이탈리아의 리코타가 대표적이다. 모차렐라와 같이 늘어나는 성질을 가진 치즈도 생치즈의 일종이다. 모차렐라 치즈는 소금물에 담가서 운송, 저장하여 피자에 사용하는데, 본래 모차렐라 치즈는 만든지 수 시간 안에 먹는게 보통이다. 인도의 파니르와 멕시코의 케소 프레스코도 생치즈에 속한다.

### 질감에 따른 분류
치즈의 질감에 따라 연질 치즈, 반연질 치즈, 반경질 치즈, 경질 치즈로 나뉜다. 치즈의 질감은 수분의 함량에 영향을 받는데, 수분의 함량은 치즈내의 곰팡이나 숙성기간과 관련이 있다. 연질일 수록 맛이 부드럽고 경질일수록 독특한 맛이 난다.

### 재료에 따른 분류
대부분의 치즈가 우유를 이용하여 만들지만 염소나 양의 젖을 이용하여 만들기도 한다. 프랑스의 로크포르와 이탈리아의 페코리노 로마노는 양젖으로 만든다. 그리스의 페타는 염소젖으로 만든다. 또한 모차렐라는 물소의 젖으로 만든다. 또 첨가한 물질로 구분하기도 하는데 더블 크림 치즈는 우유와 함께 크림을 넣어서 지방 함량을 60% 정도가 되도록 한 치즈이다.

### 숙성시키는 미생물에 따른 분류
벨벳과 페니실리움 카멤버티나 페니실리움 칸디둠 곰팡이는 백색 껍질을 만들어 질감이 부드럽고 끈적끈적한 연질 숙성 치즈를 만들어 내는데, 프랑스의 카망베르와 브리는 이런 백색 곰팡이에 의하여 만들어진다.
블루 치즈는 페니실리움 로커포티나 페니실리움 글라우컴과 같은 곰팡이를 이용하여 만든다. 숙성 중인 치즈를 꼬챙이로 찔러 공기중의 곰팡이가 들어가 자라게 만든다. 연한 녹색에서 진한 청색까지 색깔이 다양하다. 프랑스의 로크포르, 이탈리아의 고르곤졸라, 영국의 스틸튼은 각각 다른 맛과 향, 질감을 가진 블루치즈이다. 카망베르와 브리와 함께 연질 숙성 치즈로 분류하기도 한다.
브레비박테리움 리넨스를 이용해 숙성시키는 껍질을 세척한 치즈는 소금물, 맥주, 포도주, 브랜디 등에 담가서 만든다. 독일의 림브루거, 독일의 뮌스터, 스위스의 아펜젤러 등이 있다.

## 같이 보기
- 스트링 치즈
- 퐁뒤
- 치즈 퐁뒤
- 블루치즈
- 카이어필리 치즈
- 치즈버거
- 치즈스틱
- 슬라이스 치즈
- 모차렐라
- 체다치즈
- 치즈천
- 카망베르 (치즈)
- 고르곤졸라
- 버터

## 참고 자료
- 치즈종합백과사전, 황금택 등, 전북특별자치도 임실군, 2007년 4월 (국회도서관 디지털라이브러리에서 원문 제공)

1. ↑  “The World Cheese Market Report 2000-2020” (PDF). 《PM FOOD & DAIRY CONSULTING》. JANUARY 2014.
2. ↑  《글로벌 세계대백과사전》,  〈치즈〉
3. ↑  “보관된 사본”. 2017년 12월 19일에 원본 문서에서 보존된 문서. 2012년 12월 14일에 확인함.
4. 1 2  “[김흥길 교수의 경제이야기] 치즈의 나라 프랑스”. 2020년 6월 21일. 2023년 4월 22일에 확인함.
5. ↑  조너선 실버타운. 《먹고 마시는 것들의 자연사》. 220,221쪽.
6. ↑  장혁진 기자 (2016년 2월 5일). “57년 만에…‘임실치즈의 아버지’ 진짜 한국인 됐다.”. 중앙일보. 2016년 3월 12일에 확인함.
7. ↑  “[천자 칼럼] 프랑스가 어떻기에”. 2019년 4월 28일. 2023년 4월 22일에 확인함.
8. ↑  “50 facts about the French dairy industry”. 2023년 4월 22일에 확인함.
9. ↑  “[김흥길 교수의 경제이야기] 치즈의 나라 프랑스”. 2020년 6월 21일. 2023년 4월 22일에 확인함.
10. ↑  “미래에셋증권 웹진”. 2023년 4월 22일에 확인함.